# Minicom

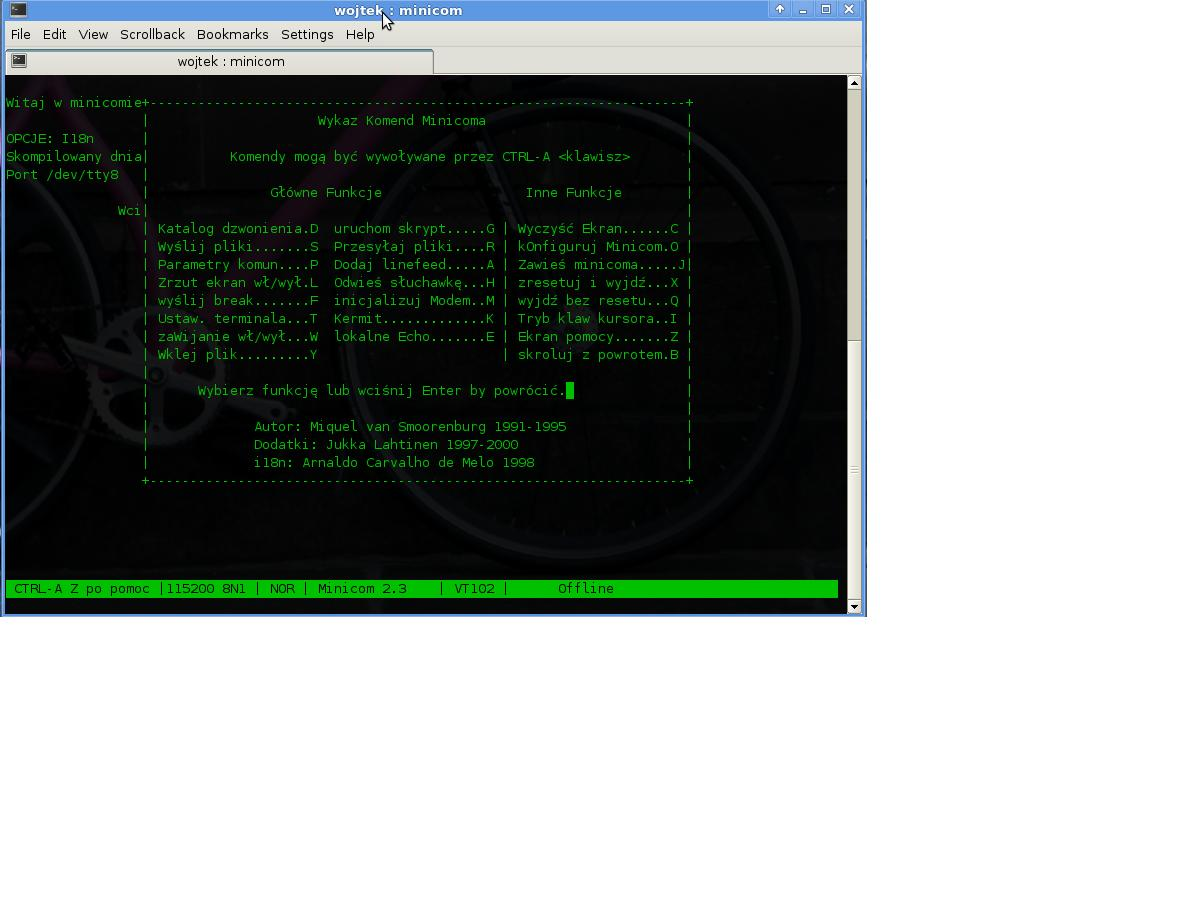

Minicom es un programa de módem basado en texto y emulación de terminal para sistemas operativos Unix, originalmente escrito por Miquel Van Smoorenburg, y modelado de acuerdo con el popular programa de MS-DOS Telix. Minicom incluye un directorio de marcación, ANSI y emulación VT100, un lenguaje (externo) de secuencias de comandos y otras características. Minicom es un programa de menús de comunicación. También tiene una descarga automática zmodem.

## Usos
Un uso común de Minicom es el de establecer una consola serie remota, tal vez como un último recurso para acceder a un ordenador si la LAN está caída. Esto se puede hacer incluso utilizando un viejo 386 portátil con una distribución flexible minicom como Pitux o Serial Terminal Linux.
Los usuarios que tienen dificultades para oír o hablar pueden utilizar un teléfono de texto Minicom para hacer llamadas. Tiene un teclado (keypad) y una pequeña pantalla que permite teclear lo que el usuario quiere decir y lee lo que la persona al otro lado de la línea telefónica está tecleando en contestación.